# Владета Милићевић
Владета Милићевић (Самаила 1898 − Београд 1969) је био српски обавештајац, дипломата, политичар који се истакао у борби против усташке емиграције између два светска рата.

## Младост
Владета Милићевић је рођен 21. маја 1898. године у селу Самаила, у срезу чачанском. Његов отац звао се Недељко, а мајка Даринка. Родитељи су му били учитељи. Током Првог светског рата боравио је у Француској. По завршетку рата долази у Краљевину СХС где се запошљава у Министарству унутрашњих послова. Сазнајемо то из његове пријаве стана у Београду, 27.фебруара 1924. године. Тада се уселио у стан у Витинској улици број 11. Имао је 26 година.

## Обавештајни рад
Милићевић се обрео 1925. године у Италији, где је успоставио добре везе са италијанском опозицијом. Он је боравио у Риму, у неколико наврата, током 1925.и 1926. године, посете које су имале да умање тензије између Италије и Краљевине СХС. Милићевић је 1927. године био премештен из београдског Министарства унутрашњих послова у Беч, на положај сталног југословенског представника у Међународној полицијској организацији (Интерпол). Неколико дана после доласка Анте Павелића у Беч 1929. године, Владета Милићевић је добио инструкцију своје владе да прати активности усташких емиграната, прво у читавој Аустрији, а затим и другим земљама. Владета Милићевић је 12 година пратио усташе широм Аустрије, Мађарске, Немачке, Француске и Италије. Он је био тај који је упозорио југословенску владу о могућности атентата у Марсељу (средином септембра 1934. године) и он је био тај који је, неколико часова пре него што се убиство догодило, сазнао конкретне детаље припрема обављених за атентат. Као овлашћени представник југословенске владе, заједно са француским органима, водио је истрагу о активностима атентатора и њихових саучесника, откривајући чињеничне истине. Француска га је одликовала орденом Витеза легије части.
Милићевић је био враћен у Београд 1935. године да би био постављен за начелника управе у југословенском министарству унутрашњих послова. Када су између Југославије и Италије успостављени коректни дипломатски односи, Владета Милићевић је био упућен у југословенску амбасаду у Риму. То је било 1937. године. Његов задатак у Риму је био да прати спровођење једне специфичне одредбе југословенско-италијанског уговора о пријатељству, који је нешто пре тога био потписан. Овом одредбом се предвиђало да ће италијанска влада спречити све политичке активности усташа који су живели у Италији, као и да ће их интернирати. Током четири године које је провео у Риму, све до избијања рата којег су Хитлер и Мусолини заједнички повели против Југославије, Владета Милићевић је стекао, нова и изузетно вредна сазнања о многим спољним и унутрашњим токовима завере која је краља Александра учинила трагичном жртвом 1934. године.

## Активности током Другог светског рата
Када је почео рат, Милићевић је, заједно са другима из југословенске амбасаде, напустио Италију и отишао у Енглеску. Именован је за министра унутрашњих послова и правде 1943. године у југословенској влади у избеглиштву у Лондону. Ту дужност је обављао у периоду од августа 1943. године до маја 1944. године. Отишао је са том владом у Каиро и затим се 1944. године вратио у Енглеску. Био је један од организатора обавештајне службе Владе у емиграцији. Остао је члан владе све док краљ Петар није, под притиском САД, британске и совјетске владе, именовао бившег бана Хрватске др Ивана Шубашића да формира владу, која је затим, у Београду, сарађивала са Титом и са Комунистичком партијом.

## Живот након Другог светског рата
Када су југословенски комунисти развластили краља Петра, Милићевић је поново дошао код краља и следећих десет година провео као администратор краљевске политике обављајући послове шефа безбедности у кабинету краља Петра Другог Карађорђевића. Иако деценијама у непосредној краљевој близини, као човек од несумњиво највећег краљевог поверења. Милићевић се касније повукао из политике. Од 1954. године, био је Управник у Вишију, чувеном туристичком месту у Француској.
Боравећи у Француској, Милићевић је упао у озбиљне финансијске тешкоће. Разлог томе били су његови здравствени проблеми и јако високи трошкови лечења. Ситуација је за њега постојала све тежа а и Милићевић је ценио начин на који је нови, комунистички режим у Југославији, односно Јосип Броз Тито, намирио дуг према високим функционерима усташког покрета. Они су били ухваћени, осуђени на смрт и стрељани после 1945. године.
У прилог овоме, посредно, сведочи и Милићевићево настојање да, истина због материјалних и здравствених тешкоћа, ступи у контакт с представницима југословенске дипломатије. Догодило се то 1966. године, када су у Југославији били на дневном реду познати, великиполитички и безбедносни ломови, изазвани брионским пленумом.
Југословенски дипломата коме се Милићевић обратио за помоћ и посредовање, убрзо га је обавестио да је одговор позитиван и да се Милићевић слободно може вратити у Југославију. Није прошло много времена, а њих двојица су из Лондона стигла у Париз, где се већ налазио један Милићевићев колега по струци, али припадник југословенске службе безбедности, пристигао из Београда. Наравно да је он већ био добро упознат са дотадашњим детаљима и настојањима да се удовољи Милићевићевој молби за долазак у Југославију. Тако су та двојица колега обавештајаца, један краља Петра Другог Карађорђевића, а други Јосипа Броза Тита, допутовала у Београд из Париза. Владета Милићевић је, још једном, постао Београђанин. Овога пута као тежак болесник, као човек који је у емиграцији имао да искуси свакојаке муке живота удаљеног од отаџбине. Пошто се вратио у домовину, овде је Милићевићу била обезбеђена ваљана здравствена заштита, а нађени су начини да се побољша и његова материјална ситуација. Боравио је у Београду, а одлазио је и у своје родно село у околини Чачка. Владета Милићевић је умро убрзо, 1969. године.